# Nahabet Roussinian
Nahabet Roussinian (ou Nahabed Roussinian, arménien : Նահապետ Ռուսինեան), né le 28 septembre 1819 à Kayseri et mort le 29 novembre 1876 à Constantinople, est un poète, écrivain, médecin, compositeur et homme politique arménien ottoman. Il est connu pour avoir participé à la rédaction de la Constitution nationale arménienne.

## Biographie

### Jeunesse et formation (1819-1851)
Nahabet Roussinian naît à Efkere, près de Kayseri, le 28 septembre 1819. Sa famille s'installe à Constantinople en 1828, dans le quartier d'Üsküdar. Là, il fait ses études et obtient en 1840 une bourse pour étudier la médecine à Paris.
Dans la capitale française, il est étudiant à la Sorbonne et suit des cours de littérature et de philosophie. Il obtient son diplôme de médecine en 1849. Il prend part à la vie intellectuelle de la ville et lit les œuvres de Lamartine, Jean-Jacques Rousseau, Montesquieu ou encore Victor Hugo. Cette période de sa vie le marque profondément, en particulier la révolution française de 1848. C'est au sein de l'université parisienne qu'il est confronté pour la première fois aux concepts de vote populaire et and other constitutionalist ideas.

### Carrière (1851-1876)
Il rentre dans la capitale ottomane en 1851 à une époque tout aussi troublée, et s'intéresse rapidement au champ des réformes constitutionnelles. Au sein de la population arménienne ottomane, il cherche ainsi à mettre fin au règne arbitraire des amiras et du clergé et à lui substituer une assemblée fondée sur des principes démocratiques. Il rejoint un groupe mené par Krikor Odian et participe à la rédaction d'une constitution, qui devient la Constitution nationale arménienne, ratifiée en 1863 par le sultan Abdülaziz. Au sein de l'Assemblée nationale arménienne, il alterne entre les rôles de secrétaire et de président. Il est souvent considéré comme l'un de ses députés les plus libéraux, proposant régulièrement de nouveaux projets de réformes.
Pendant la Guerre de Crimée (1853-1856), Nahabet Roussinian, présent sur le front grec, se lie d'amitié avec Mehmed Fuad Pacha, haut-fonctionnaire ottoman et l'un des principaux réformateurs de la période du Tanzimat. Il devient son médecin de famille. En 1860 (ou peut-être dès 1857), Nahabet Roussinian accompagne Fuad Pacha, envoyé en mission spéciale au Mont Liban pour mettre fin aux massacres intercommunautaires entre Druzes et Maronites. Fuad Pacha le nomme à la tête de la commission chargée de veiller au retour à leur foi originelle des chrétiens convertis de force à l'islam. Nahabet Roussinian joue aussi un rôle décisif dans la nomination de l'Arménien Karapet Daoud Pacha en tant que gouverneur du Liban. Nahabet et Fuad restent ensemble pendant toute la durée de cette mission au Liban, qui se poursuit ensuite à Chypre et en Cilicie. Cette dernière étape inspire Nahabet Roussinian la composition de la chanson Giligia, adaptée du poème Ma Normandie de Frédéric Bérat et restée populaire chez les Arméniens.
En 1858, le gouvernement ottoman le nomme à l'hôpital militaire de Constantinople, fonction qu'il remplit pendant deux ans jusqu'en 1860.
En plus de ses activités en tant que médecin et ses activités politiques, il mène aussi une carrière pédagogique. Ainsi, à partir de 1853, il rejoint le Conseil d’Éducation et milite en faveur de l'ouverture de nouvelles écoles arméniennes et en faveur de la publication de manuels scolaires. Il donne aussi des cours de philosophie à la Faculté de médecine de Constantinople. Il cherche de plus à favoriser le développement de l'arménien moderne : ainsi, il publie une Ուղղախօսութիւն (Orthologie, soit « prononciation correcte »), ainsi que deux Տարեցոյց (Annuaire), dans lesquels il donne des règles et des propositions pour simplifier et moderniser la grammaire et le vocabulaire de l'arménien. Ses suggestions, jugées trop extrêmes, sont rejetées par le Conseil d’Éducation, mais il parvient toutefois à populariser un certain nombre de néologismes.
Nahabet Roussinian a aussi une activité littéraire intense. Par exemple, début 1873, après une correspondance avec Victor Hugo, il obtient de lui le droit de traduire en arménien Ruy Blas et reproduit l'échange (en arménien et en français) au début de la version éditée publiée la même année à Constantinople.
Il meurt le 29 novembre 1876 à Constantinople, peu après avoir traduit en arménien son Manuel scolaire de philosophie, dont il avait rédigé la première version en français.

## Œuvre
- Choix d'une doctrine médicale  (thèse de doctorat), Paris, 9 novembre 1849 (BNF 36928252)
- (hy) Ուղղախօսութիւն արդի հայ լեզուին : Յօրինված ուսումնական խորհըրդակցութիամբ [« Orthographe moderne de l'arménien »], Constantinople, Impr. H. Mouhendissian,‎ 1853, 120 p. (lire en ligne)
- (hy) Ազգային հանգանակութիւն : Ատենախօսութիւն զոր յանուն դիւանին խօսէցաւ Ռուսինեան Էֆէնտին փոխանորդ ատենապետ Ազգային երեսփոխանաց ժողովին 1864 յուլիս 26-ի նիստին մէջ ի Կալաթա [« Levée de fonds nationale : Discours prononcé au nom du doyen par Roussinian Effendi, vice-président de l'Assemblée nationale à la réunion du 26 juillet 1864 à Galata »], Constantinople, Impr. Kurkdjian,‎ 1865, 148 p. (lire en ligne)
- (hy) Համարատուութիւն առ ընտրողս, Constantinople,‎ 4 mai 1871, 18 p. (lire en ligne)
- (hy) Victor Hugo (trad. Nahabet Roussinian), Ռւյ Պլաս [« Ruy Blas »], Constantinople, Impr. Kavafian,‎ 1873, 216 p. (BNF 30625689, lire en ligne), [lire en ligne]
- (hy) Դասագիրք փիլիսոփայութեան : Հետեւօղութեամբ լաւագոյն հեղինակաց ընտրօղական դպրոցի [« Manuel scolaire de philosophie »], Constantinople, Impr. H. Kavafian,‎ 1879, 185 p. (BNF 41456383, lire en ligne)